# Bachtijar Chudojnazarow
Bachtijar Chudojnazarow (ur. 29 maja 1965 w Duszanbe, zm. 21 kwietnia 2015 w Berlinie) – tadżycki reżyser, scenarzysta i producent filmowy. Zdobywca nagrody Srebrnego Lwa na 50. MFF w Wenecji za film Parzyste i nieparzyste (1993). Największy międzynarodowy sukces przyniosła mu komedia Księżycowy tata (1999).
W 2000 był członkiem jury na MFF w Moskwie.

## Filmografia

### Reżyser
- 1991: Bratan
- 1993; Parzyste i nieparzyste
- 1999: Księżycowy tata
- 2003: Garnitur
- 2006: Tankowiec 'Tango'
- 2012: W ożidanii moria